# An Expensive Visit
An Expensive Visit er en amerikansk stumfilm fra 1915 af Will Louis.

## Medvirkende
- Edward Lawrence.
- Oliver Hardy som Jack.
- Raymond McKee som Dick.
- Ben Walker som Tom.
- C. W. Ritchie som Bill.